# خط اصلی چیچیبو
خط اصلی چیچیبو انگلیسی: 秩父本線, Chichibu-honsen، یک خط راه‌آهن در ژاپن است که متعلق به راه‌آهن چیچیبو است که ایستگاه هانیو و ایستگاه میتسومینگوچی را هر دو در استان سایتاما به هم متصل می‌کند.